# Ságvári Ágnes
Ságvári Ágnes, férjezett Tardos Andrásné (Budapest, 1928. november 19. – Budapest, 2000. június 13.) magyar történész, legismertebb a magyar holokauszttal kapcsolatos kutatásairól. Előbb a kommunista államapparátusban szolgált, később a kutatómunkát választotta. A Párttörténeti Intézetben dolgozott, majd Budapest Főváros Levéltárának főigazgatójává nevezték ki. 1980-ban Szabó Ervin-emlékéremmel tüntették ki a könyvtárosként végzett munkájáért. 1986 és 1998 között az Eötvös Loránd Tudományegyetemen tanított. Férje Tardos András (1924–1969) újságíró volt.

## Családja
Ságvári Sándor (1883–1941) és Erdős Rozália (1889–1964) gyermekeként született zsidó családban. Apja családneve eredetileg Spitzer volt. Középosztálybeli, művelt családból származik. Apja ismert ügyvéd volt, anyja tanítónő és a Magyar Izraelita Nők Országos Szövetségének alelnöke. Nagynénje, Ságvári Jozefina (korábban Spitzer), Orován Egon magyar fizikus édesanyja volt. Testvére, Ságvári Endre kommunista politikus volt. 1944-ben a budapesti Horthy Miklós körtéri gyors- és gépíróiskolában végzett.

## Pályája
Tanulmányai végeztével 1944 és 1945 között egy gyárban, majd 1945-ben a Magyar Kommunista Párt Központjában adminisztrátorként dolgozott. Ugyanekkor csatlakozott a kommunista párthoz és a Magyar Demokratikus Ifjúsági Szövetséghez (MADISZ), ahol diákszervező volt. 1947 áprilisától augusztusáig a Magyar Államrendőrség Államvédelmi Osztályán (ÁVO) dolgozott rendőrnyomozó alhadnagyként. 1948 és 1956 között a Magyar Dolgozók Pártja Központi vezetőségének káderosztályán előbb társadalmi munkásként, majd politikai munkatársként tevékenykedett és a Központi Ellenőrző Bizottság munkatársa volt.
Ugyanebben az időszakban, történelmet és politikai gazdaságtant tanult az Eötvös Loránd Tudományegyetemen, ahol 1951-ben vehette át diplomáját. 1956-ban kinevezték a Magyar Szocialista Munkáspárt Központi Bizottsága irodájának vezetőjévé és 1960-ban a Párttörténeti Intézet tudományos főmunkatársa és az Intézet igazgatóhelyettese lett. 1962-ben védte meg a Tömegmozgalmak és politikai küzdelmek Budapesten 1945–1947 című kandidátusi disszertációját. Két évvel később, 1964-ben a Magyar Tudományos Akadémia Történettudományi Intézetének főmunkatársa lett. 1968-ban kinevezték a szegedi József Attila Tudományegyetem Bölcsészettudományi Kar Tudományos Szocializmus Tanszék egyetemi docensévé.
1970-től 1985-ig töltötte be Budapest Főváros Levéltárának igazgatói tisztségét. Megválasztását követően azonnal hozzálátott az intézmény archívumának rendbetételéhez, mely igen elhanyagolt állapotban volt. Mivel a régi városháza épületében nem volt elég hely, és a dokumentumok a város egész területén különböző szerveknél voltak, így első feladatának azt tűzte ki, hogy összegyűjtsék és rendszerezzék őket. Az iratok megőrzése, helyreállítása és biztonságos tárolása érdekében jelentős erőfeszítéseket tett. Reprográfiai műhely kezdte meg működését, több pénz jutott restaurálási, könyvkötészeti és biztonsági filmezési célokra. Nagy lendülettel indult be a Források Budapest múltjából, a Levéltári dokumentáció, a Várostörténeti tanulmányok sorozataihoz tartozó és a helytörténetírást elősegítő módszertani művek készítése. A Magyar Könyvtárosok Egyesületével megálmodott egy sorozatot a város történelmének bemutatására. 1980-ban elnyerte a Szabó Ervin Emlékérmet, elismerve a könyvtárosként véghezvitt érdemeit. 1986-ban kezdeményezte a Magyar Levéltárosok Egyesületének létrejöttét.
Ságvári 1945-ben kezdte megjelentetni a magyar politikatörténetről szóló munkáit. Korai munkái ideológiai alapon íródtak, de munkájának tudományos elismerése érdekében egyre inkább eltávolodott a politikától és elkezdte Budapest 1945 utáni történetének kutatását. Ezt követően érdeklődése az összehasonlító várostörténet-kutatás módszertani és elméleti kérdései felé irányult. Tanulmányozta a magyarországi holokauszt történetét, a kárpátaljai magyar zsidóság deportálásának körülményeit és az elrabolt zsidó vagyonok sorsát. Miután elhagyta a Levéltárat, folytatta munkáját az ELTE-n, ahol 1998-as nyugdíjazásáig oktatott.

## Halála
2000. június 13-án halt meg Budapesten. Szűk körben temették el. 

## Fordítás
Ez a szócikk részben vagy egészben  az   Ágnes Ságvári című angol Wikipédia-szócikk ezen változatának fordításán alapul.  Az eredeti cikk szerkesztőit annak laptörténete sorolja fel. Ez a jelzés csupán a megfogalmazás eredetét és a szerzői jogokat jelzi, nem szolgál a cikkben szereplő információk forrásmegjelöléseként.